# Camilla Guiscardi
Camilla Guiscardi Gandolfi (Génova, 1806 – Florença, 9 de fevereiro de 1893) foi uma pintora italiana.

## Biografia

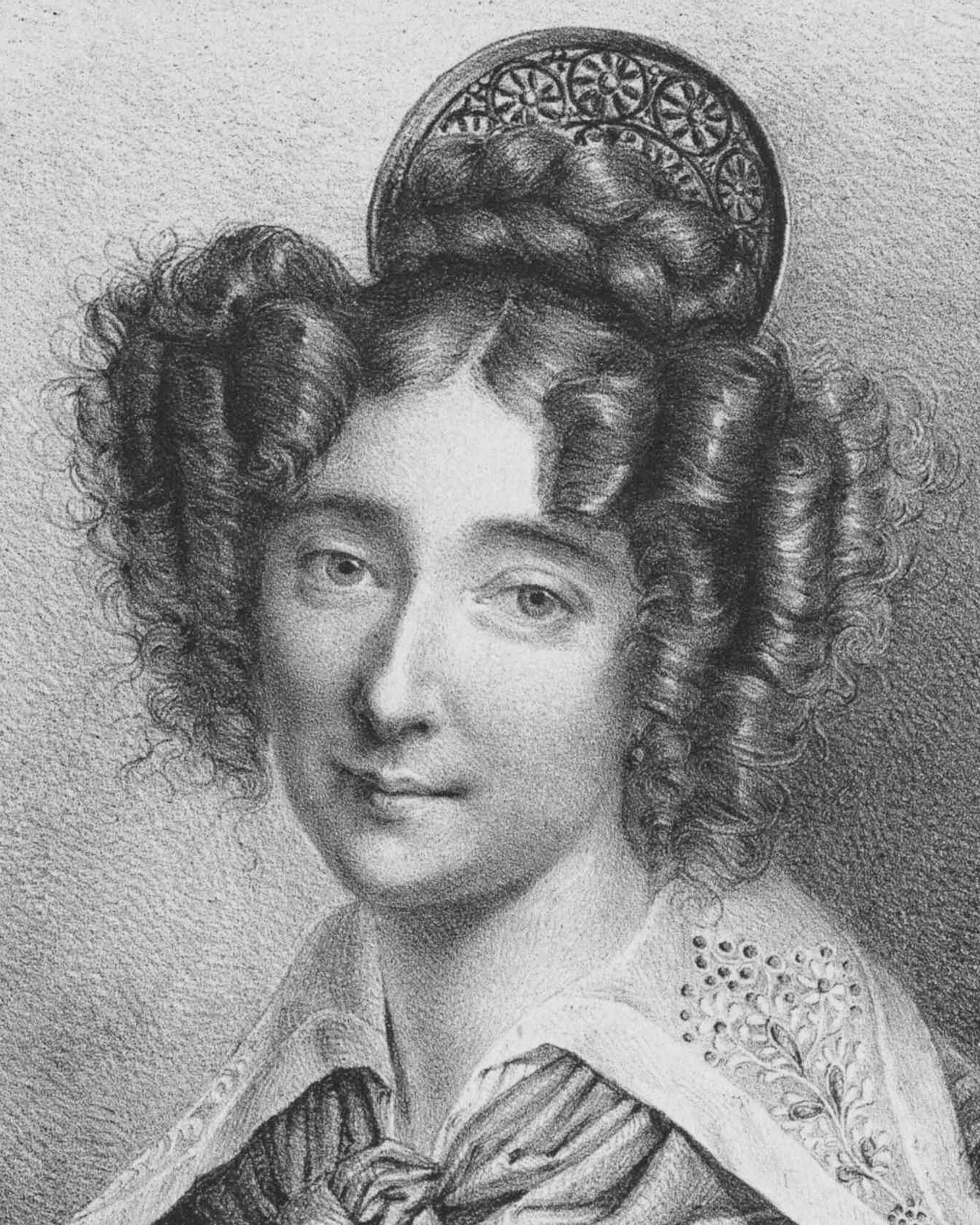
Camilla Guiscardi Gandolfi, Autorretrato

Camilla Guiscardi estudou em Milão, primeiro no Collegio Viale, com Ernesta Bisi, e depois em Turim com Pelagio Palagi. Já em 1823, ela foi mencionada nos registros da Academia de Belas Artes de Brera por suas reproduções de obras de Hayez, Correggio, Rafael (do qual ela refez a Madonna de Loreto), Bernardino Luini, Guercino, Francesco Albani e Sassoferrato, em óleo, aquarela e lápis. Ela participou das exposições de Brera (Milão) de 1821 a 1840 com várias obras, incluindo miniaturas e desenhos para litografias, incluindo aquelas para o volume Portraits of Living Italian Women Who Distinguished Themselves in Science, Letters, and the Fine Arts, publicado por Vassalli em 1839.